# Маргарет Вілсон
Маргарет Вудро Вільсон (16 квітня 1886 — 12 лютого 1944) — американська співачка, письменниця та політична діячка. Після смерті матері в 1914 році служила як соціальна господиня Білого дому, пізніше відома як перша леді.

## Ранні роки
Маргарет Вудро Вільсон (її родове ім'я було створене прізвищем бабусі по батьковій лінії та по батькові) народилася в Гейнсвіллі, штат Джорджія. Старша дитина президента Вудро Вільсона та Елен Луїзи Аксон. Її двома сестрами були Джессі та Елеонора. Обидва її батьки твердо ототожнювали себе з Півднем, і обидва їхні батьки були протестантськими священиками. Батьки Вільсона жили на півночі, де викладав її батько, але мати не хотіла, щоб її діти народжувалися як янкі; Відповідно, Еллен Вілсон домовилася залишитися з родиною в Гейнсвіллі для народження перших двох дочок. Маргарет відвідувала місцеві школи, іноді пов’язані з коледжами, де викладав її батько під час її дорослішання.

## Кар'єра
У своєму заповіті батько Вілсон заповідав їй щорічний ануїтет у розмірі 2500 доларів (на сьогодні 39,529 доларів), якщо ця сума не перевищуватиме третини річного доходу його майна, і поки вона залишалася неодруженою.
Вілсон співала і зробила кілька записів. У 1914 році «My Laddie» був випущений на Columbia Records, №39195.
У 1938 році Маргарет Вілсон подорожувала до ашраму Шрі Ауробіндо в Пондічеррі, Індія, де залишалася до кінця свого життя. Вона стала членом і відданою ашраму і отримала ім'я «Ністха», що означає «посвячення» на санскриті. Разом із вченим Джозефом Кемпбеллом вона редагували англійський переклад класичної праці про індуїстського містика Шрі Рамакрішни, Євангелія Шрі Рамакрішни Свамі Нікілананди, який був опублікований у 1942 році центром Рамакрішни-Вівекананда, Нью-Йорк.
Маргарет Вілсон померла від уремії і була похована у Пондічеррі, Індія, у 1944 році. 